# 迪里 (加来海峡省)
迪里（法語：Dury，法語發音：[dyʁi]）是法国上法蘭西大區加来海峡省的一个市镇，属于阿拉斯区。

## 地理
迪里（50°14'49"N, 3°0'29"E）面积5.31 平方千米，位于法国上法蘭西大區加来海峡省，该省份为法国北部沿海省份，西北濒北海，南至索姆省，东临北部省。
与迪里接壤的市镇（或旧市镇、城区）包括：莱克吕斯、维莱莱卡尼库尔、雷库尔、索德蒙、埃坦、埃泰尔皮尼、欧库尔。

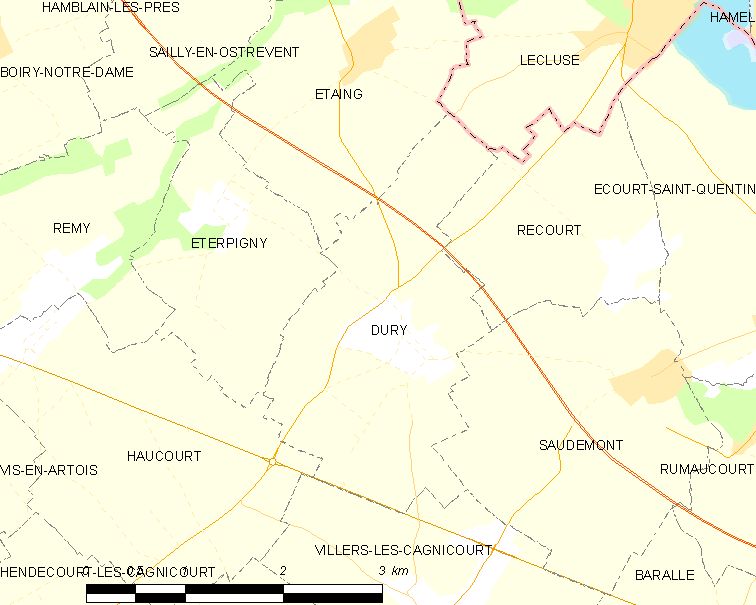
的OSM定位图

迪里的时区为UTC+01:00、UTC+02:00（夏令时）。

## 行政
迪里的邮政编码为62156，INSEE市镇编码为62280。

## 政治
迪里所属的省级选区为布勒比耶尔县。

## 人口

1962-2008年间人口变化图示

迪里于2022年1月1日时的人口数量为306人。